# Myiotriccus ornatus
El mosquerito adornado (en Ecuador y Perú)  (Myiotriccus ornatus), también denominado atrapamoscas ornado (en Colombia) o mosquiterito adornado occidental, es una especie de ave paseriforme de la familia Tyrannidae; era la única especie del género Myiotriccus hasta la propuesta separación de Myiotriccus phoenicurus. Es nativo de regiones andinas del noroeste y oeste de América del Sur. 

## Distribución y hábitat
Se distribuye a lo largo de los Andes desde el norte de Colombia (en las tres cordilleras), hacia el sur, tanto por la pendiente occidental como por la oriental, por Ecuador, hasta el sureste de Perú.
Esta especie es considerada común y visible en sus hábitats naturales: los bordes de bosques húmedos tropicales y subtropicales montanos y de piedemonte, entre los 600 y los 2000 m de altitud.

## Descripción
Mide entre 11 y 12 cm de longitud y pesa entre 8 y 13 g. Es inconfundible, tiene la cabeza y garganta grises, más negruzco en la face y corona, con una mancha pre-ocular blanca obvia y una lista amarilla en la corona semi-oculta; por arriba es oliva oscuro con la rabadilla amarillo billante. El pecho es oliva y el vientre amarillo brillante. La cola  se diferencia en las varias subespecies, es pardo oscuro con rufo en la base en la nominal; tiene amarillo en la base en las aves de la pendiente occidental de los Andes; o es toda rufa en las aves de la pendiente oriental.

## Comportamiento
Esta ave, bonita y erecta, es encontrada a menudo en pares, que se encaraman juntos uno al otro, en perchas a altura media o baja, en clareras en el bosque o al borde de cursos de agua, desde donde realizan vuelos cortos en busca de insectos. Parecen sedentarias y no acompañan bandadas mixtas.

### Vocalización
El llamado es un «juiip!» o «piiyp!» agudo, alto y enfático a menudo seguido de un gorjeo corto.

## Sistemática

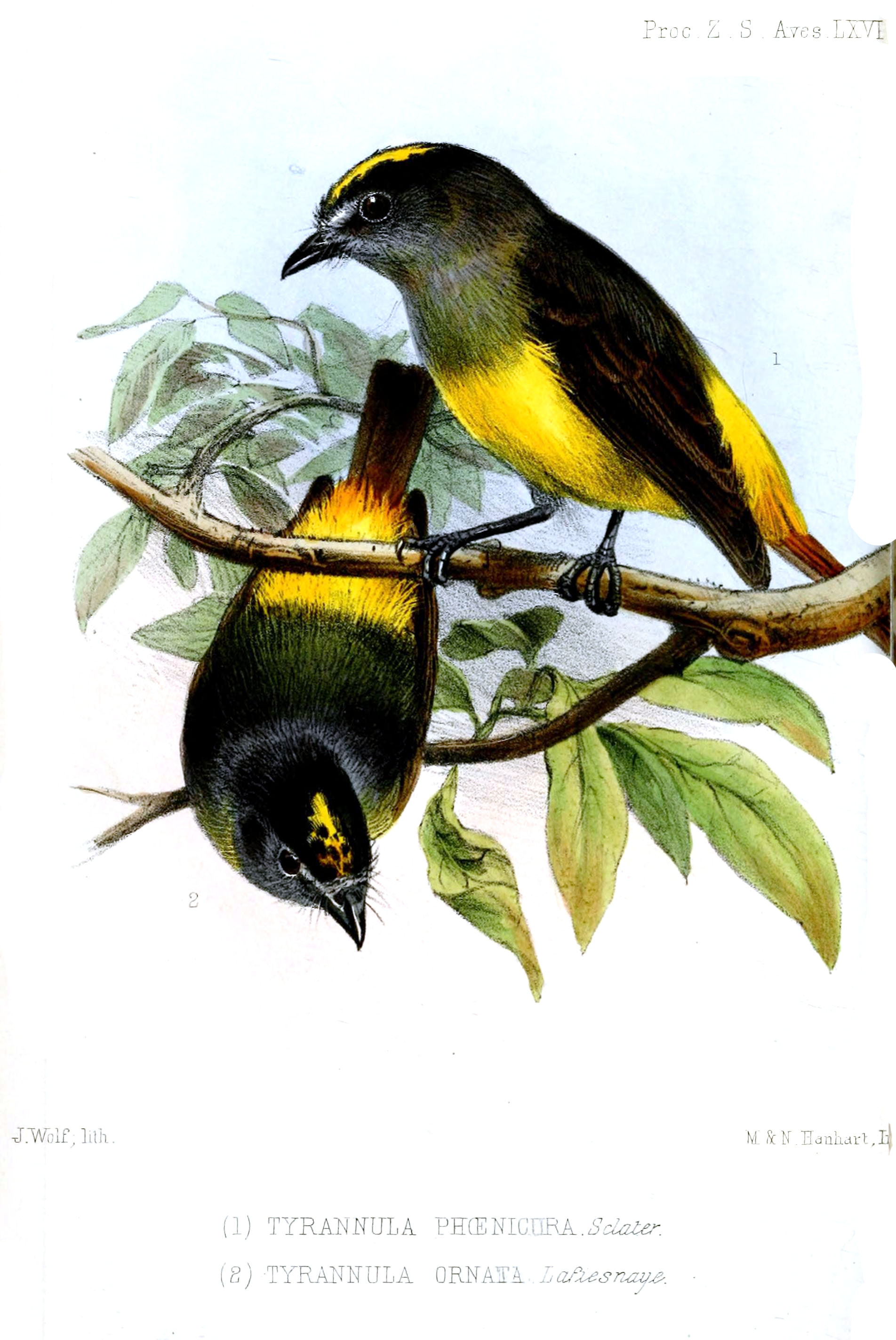
Tyrannula ornata (abajo), Tyrannula phoenicura (arriba); ilustración de Joseph Wolf, en Proceedings of the Zoological Society of London, 1854.

### Descripción original
La especie M. ornatus fue descrita por primera vez por el naturalista francés Frédéric de Lafresnaye en 1853 bajo el nombre científico Tyrannula ornata; la localidad tipo es: «Bogotá, Colombia».
El género Myiotriccus fue descrito por el ornitólogo estadounidense Robert Ridgway en 1905.

### Etimología
El nombre genérico masculino «Myiotriccus» se compone de las palabras del griego «muia, muias» que significa ‘mosca’, y «trikkos»: pequeño pájaro no identificado; en ornitología, triccus significa «atrapamoscas tirano»; y el nombre de la especie «ornatus», en latín significa ‘adornado’, ‘decorado’.

### Taxonomía
Este género monotípico distinto tiene afinidades inciertas y la hipótesis es que sea más próximo a los Nephelomyias (antes incluidos en Myiophobus) con base en las características del cráneo, de la mancha billante en la corona y del formato de taza del nido.
Las clasificaciones Aves del Mundo (HBW) y Birdlife International (BLI)= consideran a la subespecie M. ornatus phoenicurus (incluyendo aureiventris) como especie separada de la presente –el mosquerito adornado oriental (Myiotriccus phoenicurus)– con base en diferencias morfológicas, como tamaño mayor, cola más larga y toda de color castaño, bordes de las plumas secundarias y terciarias más amplios de color castaño pálido, garganta más grisácea; y de vocalización.
Los amplios estudios genético-moleculares realizados por Tello et al. (2009) descubrieron una cantidad de relaciones novedosas dentro de la familia Tyrannidae que todavía no están reflejadas en la mayoría de las clasificaciones. Siguiendo estos estudios, Ohlson et al. (2013) propusieron dividir Tyrannidae en cinco familias. Según el ordenamiento propuesto, Myiotriccus permanece en Tyrannidae, en una subfamilia Hirundineinae Tello, Moyle, Marchese & Cracraft, 2009 junto a Nephelomyias, Pyrrhomyias e Hirundinea.

### Subespecies
Según la clasificación del Congreso Ornitológico Internacional (IOC) y Clements Checklist/eBird, se reconocen cuatro subespecies, con su correspondiente distribución geográfica:
- Grupo politípico ornatus/stellatus:
  - Myiotriccus ornatus ornatus (Lafresnaye, 1853) – Andes centrales y partes centrales y septentrionales de los Andes orientales, en Colombia.
  - Myiotriccus ornatus stellatus (Cabanis, 1873) – Andes occidentales de Colombia y pendiente occidental de los Andes en Ecuador (hacia el sur hasta El Oro).

- Grupo politípico phoenicurus/aureiventris: 
  - Myiotriccus ornatus phoenicurus (P.L. Sclater, 1855) – Andes orientales del suroeste de Colombia (al sur desde el oeste de Caquetá), este de Ecuador y Perú (al norte del río Marañón).
  - Myiotriccus ornatus aureiventris (P.L. Sclater, 1874) – centro y sureste del Perú (Huánuco al sur hasta Puno).